# Tour de l’Eurométropole 2017
Die 77. Tour de l’Eurométropole 2017 war ein belgisches Straßenradrennen mit Start in La Louvière und Ziel in Tournai nach 188,6 km. Es fand am Sonntag, den 1. Oktober 2017, statt. Zudem war es Teil der UCI Europe Tour 2017 und dort in der Kategorie 1.HC eingestuft.

## Teilnehmende Mannschaften
| WorldTeams (6)- Lotto NL-Jumbo - AG2R La Mondiale - BMC Racing Team - Lotto-Soudal - Quick-Step Floors - Katusha-Alpecin Professional Continental Teams (9)- Aqua Blue Sport - Cofidis, Solutions Crédits - Direct Énergie - Fortuneo-Oscaro - Roompot-Nederlandse Loterij - Sport Vlaanderen-Baloise - Verandas Willems-Crelan - Wanty-Groupe Gobert - WB-Veranclassic-Aqua Protect Continental Teams (7)- AGO-Aqua Service - Armée de terre - Cibel-Cebon - Pauwels Sauzen-Vastgoedservice - Roubaix Lille Métropole - T.Palm-Pôle Continental Wallon - Tarteletto-Isorex |
| |

## Strecke
Der Verlauf des Rennens wies 12 Anstiege auf und der letzte Anstieg ist davon der Col de la Croix Jubaru (1,3 km lang/5,6 Prozent im Durchschnitt), gut 6 Kilometer vor dem Ziel.

## Rennverlauf
Nach 40 gefahrenen Kilometer setzte sich eine acht Mann starke Ausreißergruppe ab. Mit dabei waren u. a. Steven Tronet (Frankreich/Armee de terre), Jenthe Biermans (Belgien/Katusha Alpecin) und Kevin Deltombe (Belgien/Sport Vlaanderen-Baloise). Die Gruppe hatte maximal sechs Minuten Vorsprung. 25 Kilometer vor dem Ziel war die Gruppe gestellt. Anschließend fuhren etwa 6 Mann vom Feld weg, u. a. mit Daniel Oss (Italien/BMC) und Yves Lampaert (Belgien/Quick Step). Auch diese Gruppe wurde wieder eingeholt. An der letzten Steigung des Rennens, dem Col de la Croix Jubaru, konnten sich etwa 20 Fahrer vom Feld absetzen. In der Gruppe fuhren u. a. Anthony Turgis (Frankreich/Cofidis), Daniel McLay
(Großbritannien/Fortuneo), Kenny Dehaes (Belgien/Wanty), Oliver Naesen (Belgien/AG2R) und Baptiste Planckaert (Belgien/Katusha Alpecin).
800 Meter vor der Ziellinie griff Turgis an. Es sah danach aus, als ob er das Rennen gewinnen könnte. Doch Turgis riss zu früh die Arme in die Luft zum Jubeln und wurde kurz vor dem Zielstrich von mehreren Fahrern übersprintet. Somit McLay siegte im Sprint vor Dehaes und Turgis.

## Rennergebnis
| \| Gesamtwertung \| Gesamtwertung \| Gesamtwertung \| Gesamtwertung \| Gesamtwertung \| \| Fahrer \| Fahrer \| Land \| Team \| Zeit \| \| ------------- \| --------------------- \| ---------------------- \| ---------------------------- \| --------------- \| \| 1. \| Daniel McLay \| Vereinigtes Königreich \| Fortuneo-Oscaro \| 4 h 20 min 20 s \| \| 2. \| Kenny Dehaes \| Belgien \| Wanty-Groupe Gobert \| + 0 s \| \| 3. \| Anthony Turgis \| Frankreich \| Cofidis, Solutions Crédits \| + 0 s \| \| 4. \| Jasper De Buyst \| Belgien \| Lotto-Soudal \| + 0 s \| \| 5. \| Jempy Drucker \| Luxemburg \| BMC Racing Team \| + 0 s \| \| 6. \| Oliver Naesen \| Belgien \| AG2R La Mondiale \| + 0 s \| \| 7. \| Maxime Vantomme \| Belgien \| WB-Veranclassic-Aqua Protect \| + 0 s \| \| 8. \| Dries Van Gestel \| Belgien \| Sport Vlaanderen-Baloise \| + 0 s \| \| 9. \| Baptiste Planckaert \| Belgien \| Katusha-Alpecin \| + 0 s \| \| 10. \| Amund Grøndahl Jansen \| Norwegen \| LottoNL-Jumbo \| + 0 s \| |                       |                        |                              |                 |
| |                       |                        |                              |                 |
| Quelle: ProCyclingStats |                       |                        |                              |                 |
| Gesamtwertung |                       |                        |                              |                 |
| Fahrer | Fahrer                | Land                   | Team                         | Zeit            |
| 1. | Daniel McLay          | Vereinigtes Königreich | Fortuneo-Oscaro              | 4 h 20 min 20 s |
| 2. | Kenny Dehaes          | Belgien                | Wanty-Groupe Gobert          | + 0 s           |
| 3. | Anthony Turgis        | Frankreich             | Cofidis, Solutions Crédits   | + 0 s           |
| 4. | Jasper De Buyst       | Belgien                | Lotto-Soudal                 | + 0 s           |
| 5. | Jempy Drucker         | Luxemburg              | BMC Racing Team              | + 0 s           |
| 6. | Oliver Naesen         | Belgien                | AG2R La Mondiale             | + 0 s           |
| 7. | Maxime Vantomme       | Belgien                | WB-Veranclassic-Aqua Protect | + 0 s           |
| 8. | Dries Van Gestel      | Belgien                | Sport Vlaanderen-Baloise     | + 0 s           |
| 9. | Baptiste Planckaert   | Belgien                | Katusha-Alpecin              | + 0 s           |
| 10. | Amund Grøndahl Jansen | Norwegen               | LottoNL-Jumbo                | + 0 s           |